# 井上薫 (政治家)
井上 薫（いのうえ かおる、1955年（昭和30年）5月28日 - ）は、日本の政治家。
山形県最上郡真室川町生まれ。
真室川町長を3期（2005年 - 2017年）務めた。

## 経歴
- 1974年（昭和49年） 山形県立新庄工業高等学校卒業[2]
- 1974年（昭和49年） 最上電機（株）勤務（2004年まで）[2]
- 1997年（平成9年） 真室川町会議員選初当選[2]
- 2001年（平成13年） 真室川町会議員選2期目当選[2]
- 2005年（平成17年） 真室川町会議員選3期目当選[2]
- 2005年（平成17年）11月20日 真室川町長選初当選[3]
- 2005年（平成17年）11月30日 真室川町長就任[1]
- 2009年（平成21年） 真室川町長選2期目当選
- 2013年（平成25年） 真室川町長選3期目当選
- 2017年（平成29年）11月19日 真室川町長選に出馬するも、新人で前町教育長の新田隆治に敗北[4]。選挙では加藤鮎子衆議院議員らの応援を受けた[4]。

## 選挙
2017年11月19日実施 真室川町長選挙
※当日有権者数：6,941人 最終投票率：80.13%（前回比：-5.02pts）
| 候補者名 | 年齢 | 所属党派 | 新旧別 | 得票数  | 得票率 | 推薦・支持 |
| -------- | ---- | -------- | ------ | ------- | ------ | ---------- |
| 新田隆治 | 61   | 無所属   | 新     | 3,116票 | 56.35% |            |
| 井上薫   | 62   | 無所属   | 現     | 2,414票 | 43.65% |            |